# Radíkovice
Radíkovice là một làng thuộc huyện Hradec Králové, vùng Královéhradecký, Cộng hòa Séc.